# Puls 4
PULS 4 (ehemals Puls TV) ist ein österreichischer Privatfernsehsender im Besitz der ProSiebenSat.1 Media SE. Der „4“-er im Namen lässt sich nach Angaben des Senders damit begründen, dass Puls 4 – nach ORF 1, ORF 2 und ATV – das vierte österreichweite Vollprogramm mit eigenen Nachrichten ist.

## Geschichte

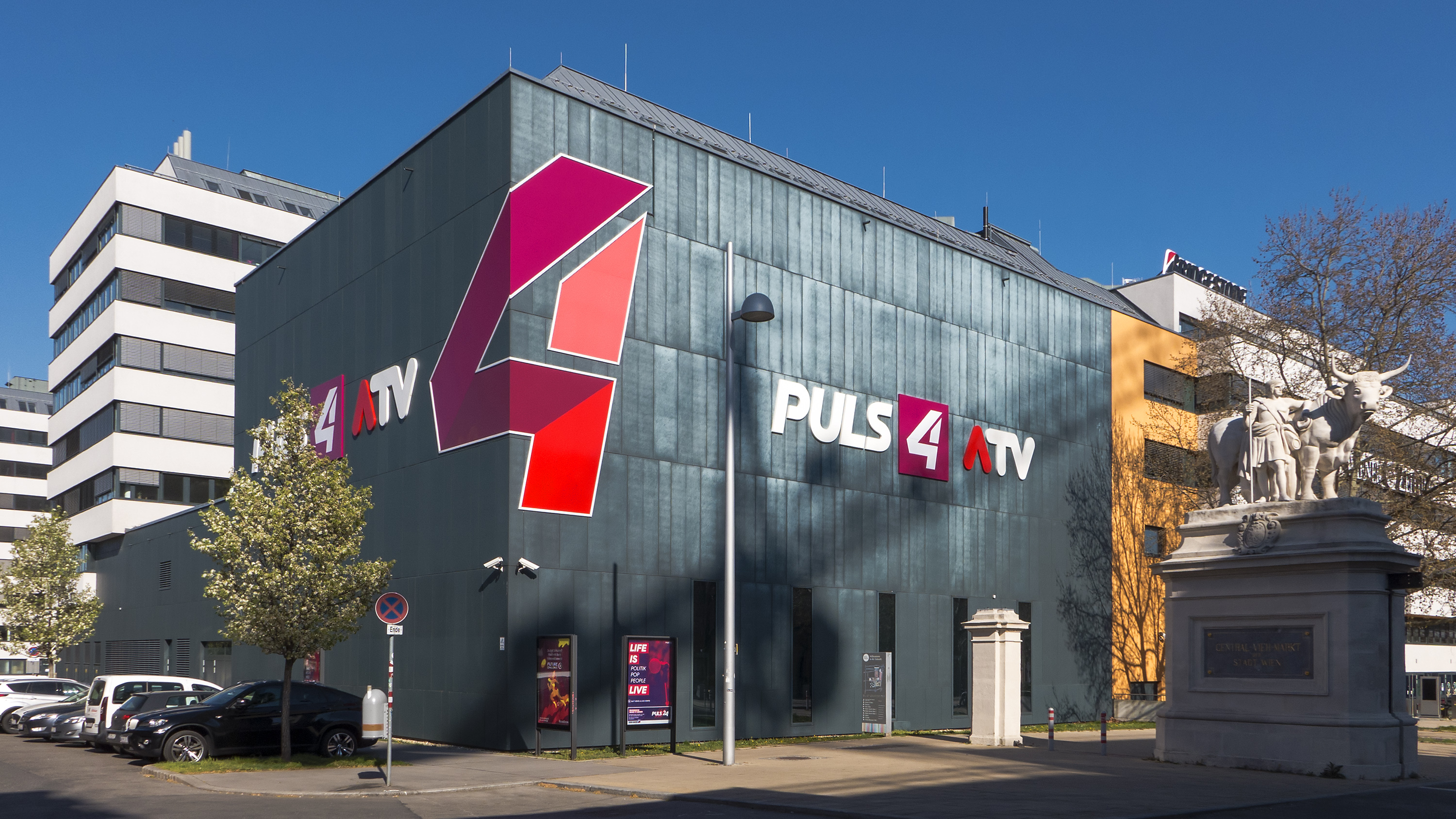
Redaktionsgebäude von Puls 4 im Media Quarter Marx (2020)

Puls 4 ging am 21. Juni 2004 erstmals als Wiener Stadtsender Puls TV auf Sendung.
Im August 2007 wurde der Sender von der damaligen ProSiebenSat.1 Media AG übernommen. Auch der Kabelnetzbetreiber UPC Telekabel war am Kauf von Puls TV interessiert.
In direkter Konsequenz dieser Übernahme wurde aus Puls TV der Sender Puls 4. Der Umbau brachte eine deutliche Erhöhung der Mitarbeiterzahl mit sich. Am 28. Jänner 2008 ging Puls 4 mit den Puls 4 News um 18:00 Uhr das erste Mal auf Sendung.
Seit September 2011 (echtes PULS4-Sendesignal ab 3. Oktober 2011) ist die hochauflösende Simulcast-Variante Puls 4 HD im „HD Austria-Paket“ der Bezahlplattform AustriaSat zu empfangen.
Im Herbst 2012 übersiedelte der Sender vom Wiener Museumsquartier in das Media Quarter Marx, wo die ProSiebenSat.1PULS 4 GmbH zusammen mit allen österreichischen Sendern untergebracht wurde.
Am 21. April 2016 gab ProSiebenSat.1PULS4 bekannt, dass man im Herbst 2016 einen Nachrichten- und Dokumentationssender mit dem Namen 4News starten wolle. Als Vorbild diente dafür das ursprüngliche Konzept von N24, welches in moderner Form nun in Österreich gestartet aber nach kurzen Zeit wieder eingestellt wurde.
Am 9. März 2017 kam es mit Genehmigung der Kartellbehörde zum angekündigten Kauf von ATV um 25 Millionen Euro. Bedingungen waren die Aufrechterhaltung der österreichbezogenen Nachrichtensendungen und sonstigen österreichischen Formate wie Bauer sucht Frau, Pfusch am Bau etc.
Das Unternehmen wollte im September 2019 erneut mit Puls24 als Nachrichtensender auf Sendung gehen und das Programm sollte unverschlüsselt per Satellit empfangbar sein.

## Senderlogos

Das Logo von Puls TV bis 2008
Logo bis Dezember 2015
Logo des HD-Ablegers bis Dezember 2015
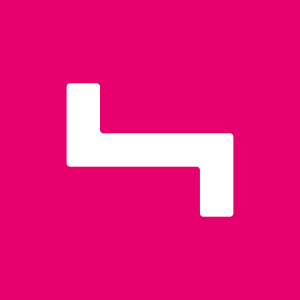
Logo von Dezember 2015 bis 4. September 2016
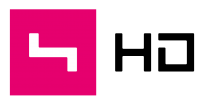
Logo des HD-Ablegers von Dezember 2015 bis 4. September 2016
Logo seit 5. September 2016
Logo des HD-Ablegers seit 5. September 2016
Cornerlogo seit 5. September 2016
Cornerlogo des HD-Ablegers seit 5. September 2016
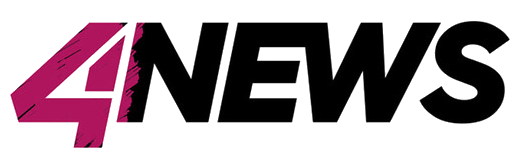
Logo des Ablegers 4News Herbst 2016

## Auseinandersetzung mit der Belegschaftsvertretung
Am 31. Jänner 2008 kam es nach Kündigung zweier Betriebsräte – ausgelöst durch Streitigkeiten um Kollektivverträge – zu einem Konflikt zwischen Belegschaft und Management des Senders. Der Betriebsrat kündigte arbeitsgerichtliche Klagen an. Mitarbeiter protestierten öffentlich auf der Wiener Mariahilfer Straße und forderten die Wiedereinstellung der Belegschaftsvertretung. Unterstützung kam vom österreichischen Gewerkschaftsbund ÖGB, der seinerseits weitere Klagen und Überprüfungen der Anstellungsverhältnisse ankündigte.
In einer Betriebsversammlung am 5. Februar 2008 bezeichnete der Geschäftsführer Markus Breitenecker die Betriebsräte als „nicht existent“, die Kündigungen als „rechtmäßig“.
Letztlich kam es zu einer Einigung zwischen Belegschaft und Management. Bei einer vorgezogenen Betriebsratswahl wurde die einzige angetretene Liste, bestehend aus einem Dreier-Team mit dem bisherigen Betriebsratsvorsitzenden Kurt Raunjak, mit 91-prozentiger Zustimmung gewählt.

## Programm

### Eigenproduktionen
Seit 29. August 2005 produziert der Sender mit Café Puls ein Frühstücksfernsehen. Dieses wird auch von ProSieben Austria, Sat.1 Österreich und bis 2007 von kabel eins austria ausgestrahlt.
Am 17. September 2008 zeigte Puls 4 im Hinblick auf die Nationalratswahl in Österreich 2008 eine TV-Konfrontation, zu der alle Spitzenkandidaten der großen Parteien eingeladen waren.
Weil Puls 4 diese TV-Konfrontation mit dem Namen Puls 4 Wahlarena aber schon vor Veranstaltungen des ORF zeigte, lehnte Werner Faymann die Teilnahme ab. Alle anderen Spitzenkandidaten kamen trotzdem. Das Neue an dieser TV-Diskussion war, dass Zuseher Fragen in Form von Videos auf MyVideo.de hochladen konnten und dann ausgewählte Beiträge während der Sendung gezeigt wurden; wie bereits zuvor im US-Wahlkampf geschehen. Moderiert wurde die Sendung von Puls 4-Moderatorin Manuela Raidl und dem früheren ORF-Moderator Josef Broukal.
Ein Jahr später am 16. September 2009 zeigt Puls 4 dann wieder eine TV-Arena zum Thema „Die Zukunft des österreichischen Fernsehens“. Moderiert wurde die Sendung wieder von Manuela Raidl und Josef Broukal. Auch bei dieser Sendung konnten Videos in Form von MyVideo hochgeladen werden, die dann in der laufenden Sendung ausgestrahlt wurden. Die TV-Arena 2009 kam auf einen Marktanteil von 1,8 %.
Im Mai 2008 zeigte Puls 4 dann erstmals die Google Trends, die von den meistgesuchten Begriffen im Internet bei der Suchmaschine Google handeln. Die Sendung erreicht einen Marktanteil von etwa 3 % und wird abwechselnd von Norbert Oberhauser und Bianca Schwarzjirg moderiert. Seit Mitte 2010 wurde die Sendung allerdings nicht mehr gezeigt.
Für 2011 nahm sich der Sender vor, 3 % Marktanteil zu erreichen. Dafür wurden neue Sendungen wie SOS – Das andere Zuhause oder Österreich undercover eingeführt. Geplant war außerdem ein eigenes Filmprojekt und die Serie Die neuen Österreicher. Mit 2011 führte man WIFF! Österreich ein. Die Sendung wurde als Wissensmagazin vermarktet und zu Beginn von Café Puls-Moderator Norbert Oberhauser moderiert. Im Gegenzug wurden die Puls 4 Google Trends eingestellt.
Als zusätzliche Förderung der Marktanteile führte der Sender mit Jänner 2011 die Aktion „Programmchef von Österreich“ ein. Dabei werden den Zusehern einige neue Sendungsformate vorgestellt. Via Voting auf der eigenen Webseite können die Zuseher den neuen Formaten Bewertungen und Kommentare geben und entscheiden, ob das Format weiterhin ausgestrahlt werden soll.
Im Juni 2012 erhielt Puls 4 die Ausstrahlungsrechte für den Kiddy Contest, der von Arabella Kiesbauer moderiert wird.
Mit Jänner 2013 startete Puls 4 die 60-minütige News-Sendung Guten Abend Österreich. Da die Quoten der zweiten Sendehälfte hinter den Erwartungen blieben, lief ab September 2014 um 19:20 Uhr das Puls 4 News Quiz im Rahmen des Formats.
Am 24. April 2015 lief die quotentechnisch weiter mäßige Sendung das letzte Mal.
Liste aktueller Eigenproduktionen:
- 2 Minuten 2 Millionen – Die PULS 4 Start-Up-Show
- Café Puls (Frühstücksfernsehen)
- Café Puls – Das Magazin
- Ein Leben für die Schönheit
- Menü für alle Fälle
- 4News
- Mein Recht!
- Pfusch am Bau
- Pro und Contra – Der PULS 24 News Talk
- PULS 4 Doku
- Puls 4 Sport
- Schluss mit Schulden
- So lebt sich’s leichter

Ehemals bzw. zurzeit unausgestrahlt:
- 4 für Sie
- Austria’s New Footballstar
- Austria’s Next Topmodel
- Big Pictures mit RudiRoubinek
- Bist du deppert!
- Das Fashion Duell
- Die Model-WG
- Die Urlaubstester
- ENDLICH SCHÖN
- eureBrauerei[14]
- Fourlaut
- Go! Das Motormagazin
- Guess My Age – Wie alt bin ich?
- Guten Abend Österreich
- Herz von Österreich
- Heute bei den Schneiders
- Im Namen des Volkes
- Kochgiganten
- Messer, Gabel, Herz. Das Blind–Date Dinner
- Messer, Gabel, Star. Der Promi-Dinner-Check
- Miss Austria
- Ninja Warrior Austria
- Österreich Undercover
- PINK! Österreichs erstes Starmagazin
- Popstars – Mission Österreich
- Puls 4 Google Trends
- Puls 4 Reportage
- Quiz Taxi Österreich
- Rendezvous im Paradies
- Sehr witzig!
- Spiegel TV Österreich
- Stadtreport
- Supernowak
- Tabu – Österreichs großer Sexreport
- Vurschrift is Vurschrift
- WIFF! Österreich

### Ausgestrahlte Serien
- X-Factor: Das Unfassbare
- Cagney & Lacey
- CSI: Miami
- Chuck
- Numbers – Die Logik des Verbrechens
- Navy CIS
- Magnum
- Dawson’s Creek
- Diagnose: Mord
- Edel & Starck
- Futurama
- Family Guy
- The Guardian – Retter mit Herz
- Law & Order
- Law & Order: New York
- Baywatch – Die Rettungsschwimmer von Malibu
- Rodrigo – Spiel der Herzen
- The Shield – Gesetz der Gewalt
- Ein Engel auf Erden
- We Are Family! So lebt Deutschland
- Medium – Nichts bleibt verborgen
- Das Geständnis – Heute sage ich alles!
- Miami Vice
- K11 – Kommissare im Einsatz
- Knallerfrauen
- Unsere kleine Farm
- Germany’s Next Topmodel
- Die Bill Cosby Show
- Southland
- CSI: Den Tätern auf der Spur
- CSI: NY
- Monk

### Doku-Soaps und Shows
Im Jänner 2009 zeigte Puls 4 die Eigenproduktion Austria’s Next Topmodel, nach dem Vorbild von Germany’s Next Topmodel. Nach Senderangaben bewarben sich rund 3500 Mädchen für die Show. Die 16-jährige Kärntnerin Larissa Marolt gewann die Show und bekam einen fixen Startpunkt in der Vorbildshow Germany′s Next Topmodel. Die gesamte Staffel sahen im Schnitt 200.000 Zuseher, was einen Zuschauerrekord für Puls 4 bedeutete. Als Spitze hatte Puls 4 in der Zielgruppe der 12- bis 49-Jährigen einen Marktanteil von 13 Prozent. Um den Erfolg von Austria's Next Topmodel zu prolongieren, wurde Die Model WG konzipiert. Die Sendung erreichte bei der ersten Ausstrahlung einen Marktanteil von rund einem Prozent.
Eine an Austria’s Next Topmodel angelehnte Eigenproduktion ist Austria’s New Football Star. Die Show wurde von Patricia Kaiser moderiert und erreichte rund 3,6 % Marktanteil (2. Sendung). In Anlehnung an Bauer sucht Frau wurde auf Puls 4 die von Johanna Setzer moderierte Datingshow Millionär sucht Frau ausgestrahlt.
Liste der ausgestrahlten Doku-Soaps und Shows:
- Genial daneben
- Clever! – Die Show, die Wissen schafft
- Do It Yourself – S.O.S.
- Frank – der Weddingplaner
- Die Dreisten Drei
- Extreme Activity
- Avenzio – schöner Leben!
- Abenteuer Alltag – So leben wir Deutsche
- Abenteuer Leben
- Das Model und der Freak

### Sport
Ende August 2009 sicherte sich Puls 4 die Free-TV-Exklusivrechte der UEFA Europa League für drei Jahre. Dabei wird seit 17. September 2009 immer donnerstags ein Fußballspiel live übertragen, während die drei anderen Spiele der österreichischen Klubs live auf der Österreich-Tochter von Sky Deutschland im Pay-TV zu sehen sind. Bei der ersten Liveübertragung erzielte der Sender einen Marktanteil von 25,1 Prozent. Kein privater TV-Sender hat in Österreich je mit einem Programm eine höhere Reichweite erzielt.
Anfang 2010 erwarb der Sender die Free-TV-Übertragungsrechte der beiden Conference Finals und des Super Bowl XLIV. Seit der Saison 2010/11 überträgt Puls 4 außerdem jeden Sonntag ein Spiel der Regular Season live.
Ende März 2011 sicherte sich der Sender auch die Free-TV-Übertragungsrechte der UEFA Champions League ab der Saison 2012/13 für drei Jahre. Es werden 18 Live-Spiele pro Saison sowie der UEFA Supercup und die CL-Playoffs am Anfang der Saison übertragen.
Außerdem hat sich der Sender die Rechte an Skicross bis 2012/2013 gesichert.

### Änderungen
Mit dem 2. Juni 2009 änderte man das Programmschema geringfügig: Die Puls 4 AustriaNews wanderten auf 19:25 Uhr vor, Talk of Town rutschte auf den Sendeplatz um 19:45 Uhr und bekam den Zusatztitel „Darüber spricht Österreich“, die Puls 4 Google Trends wanderten in den Spätabend. Durch die Änderungen versprach man sich, mit den Nachrichten Konkurrenz zur Zeit im Bild zu schaffen und besonders junge Leute anzusprechen (Marktanteil durchschnittlich 4 bis 5 %).
Am 15. März 2010 wurde das Programmschema neuerlich geändert: Die Puls 4 Austria News wurde um 18:30 Uhr ausgestrahlt, somit verschob sich die Sendung Pink auf 18:50 Uhr. Talk of Town wurde im Anschluss um 19:15 Uhr gesendet. Um 20:10 Uhr war das neue Format Zehn nach Lacht zu sehen, das „Comedy-Clips für den Hauptabend“ zeigte, wie es der Sender nannte. Die Sendung dauerte täglich bis zum Spielfilm um 20:15 Uhr.
Nachdem ProSieben sich 2011 entschieden hatte, das Format Popstars pausieren zu lassen und stattdessen das Casting-Format The Voice zu senden, wurde das Format nach Österreich exportiert und auf dem Sender Puls 4 ausgestrahlt. Unter dem Motto Popstars – Mission Österreich startete im Sommer 2011 die Castingtour. In der Popstars-Jury saß erneut Detlef D! Soost. Mitte April 2011 stellte man Talk of Town ein und strahlte dafür Pro und Contra – Der AustriaNews Talk aus. Die Sendung beruht auf dem gleichen Grundprinzip der Vorgängersendung, wird allerdings in einem neuen Studio mit Studiogästen nur mehr einmal in der Woche gezeigt.

## Empfang
Puls 4 ist in den österreichischen Kabelnetzen nahezu flächendeckend analog (PAL) und/oder digital (DVB-C) empfangbar. Zudem wird das Programm verschlüsselt über Satellit (DVB-S und DVB-S2) ausgestrahlt, derzeit noch in einigen Landeshauptstädten über DVB-T und zunehmend über SimpliTV (DVB-T2) in den bereits ausgebauten Empfangsgebieten. Daneben ist das Programm bei A1 Telekom Austria als IPTV empfangbar.

## Reichweite
Seit dem Sendestart war Puls tv (Puls 4) in Wien und Umgebung analog terrestrisch zu empfangen (Kahlenberg, UHF Kanal 34), seit 22. Oktober 2007 auch digital in Österreich über DVB-T. Puls 4 Austria hat durchschnittlich 150.000 Zuschauer/Tag und besitzt eine technische Reichweite von 1,1 Mio. Haushalten. Im Jahr 2009 erreichte der Sender einen Jahresmarktanteil von 2,3 % und bereits 80 % aller TV-Haushalte in Österreich. 2014 lag der Jahresmarktanteil bei 3,6 % und Puls 4 war der einzige österreichische Privatsender, der ein Wachstum verzeichnete.
Über einen Großteil der Kabelanbieter ist Puls 4 digital als auch analog zu empfangen. Puls 4 kann in einigen österreichischen Ballungsgebieten (IPTV-Ausbaugebiet der Telekom Austria) über das DSL-Fernsehangebot A1 Kabel TV empfangen werden. Für Smartphones werden von manchen Mobilfunkanbietern Apps zur Verfügung gestellt, um den Sender via Streaming zu empfangen.
Seit 20. August 2007 ist Puls 4 Austria zusätzlich über Astra auf 19,2° Ost empfangbar (Transponder 82, Polarisation vertikal). Puls 4 ist Teil des ProSieben Austria-Paktes, da mittlerweile fast alle anderen Transponder mit deutschsprachigen Programmen horizontal polarisiert senden, ist ein Empfang mit Einkabelsystem-Technik mitunter nicht möglich bzw. nur dann, wenn es sich um ein programmierbares System handelt (H104plus). Für das zukünftige Puls 4 wird auch eine österreichweite Ausstrahlung über Kabel angestrebt.
Seit dem 15. Mai 2008 wird Puls 4 über Satellit verschlüsselt ausgestrahlt. Begründet wird dieser Schritt vor allem dadurch, dass man plane, mehr internationale Blockbuster zu zeigen. Durch die Codierung seien die Lizenzkosten hierfür geringer. Zur Entschlüsselung wird die ORF-Smartcard benötigt, ein Empfang via Sky Austria-Smartcard ist seit einiger Zeit auch möglich.
Puls 4 war von 2008 bis 2010 im DVB-H-Angebot von Orange Austria, A1 und Hutchison Drei Austria enthalten. Michael Stix von SevenOne Media Austria ging davon aus, dass Puls 4 auch als Handyfernsehen in Erscheinung treten werde.

## Moderatoren

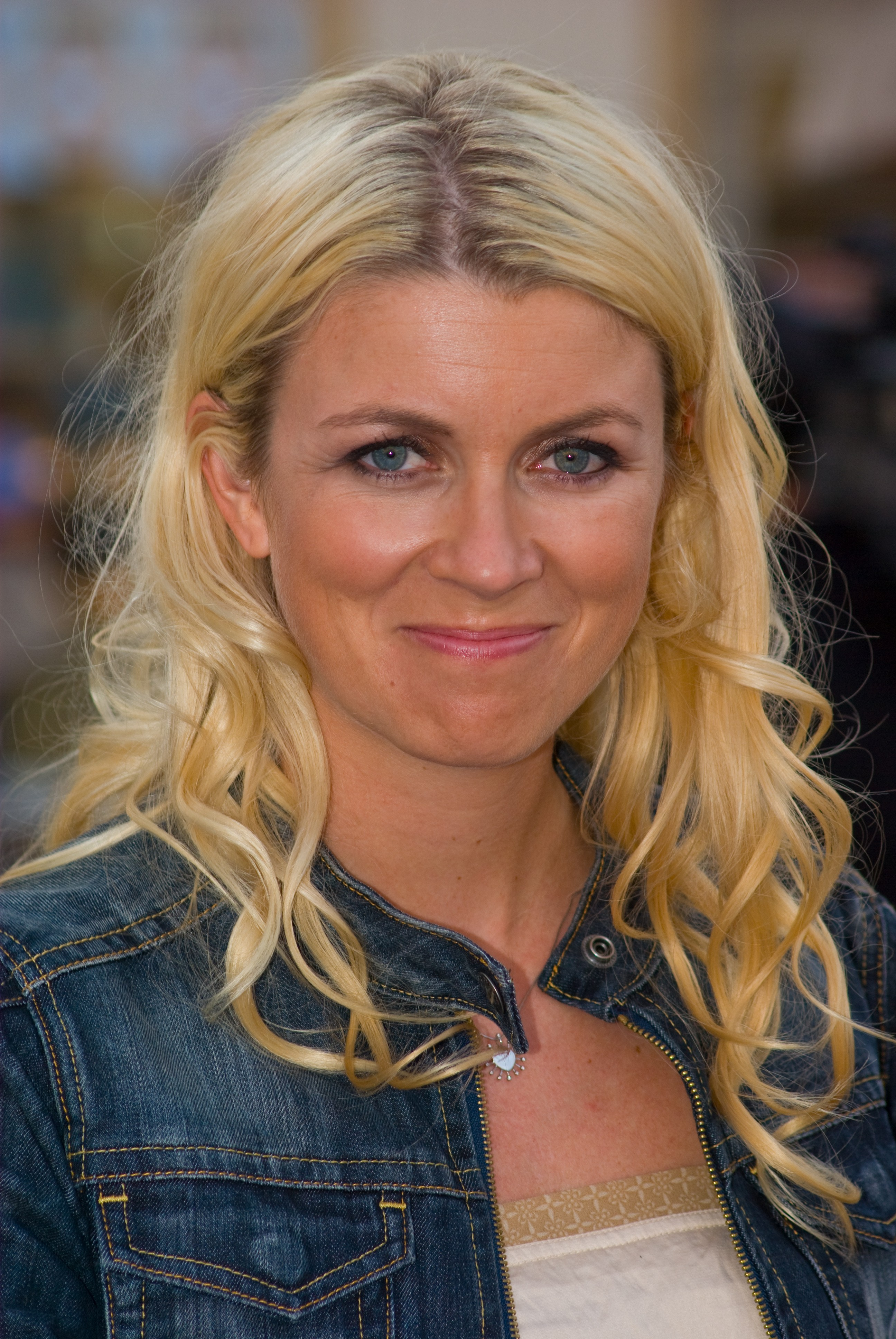
Sabine Mord

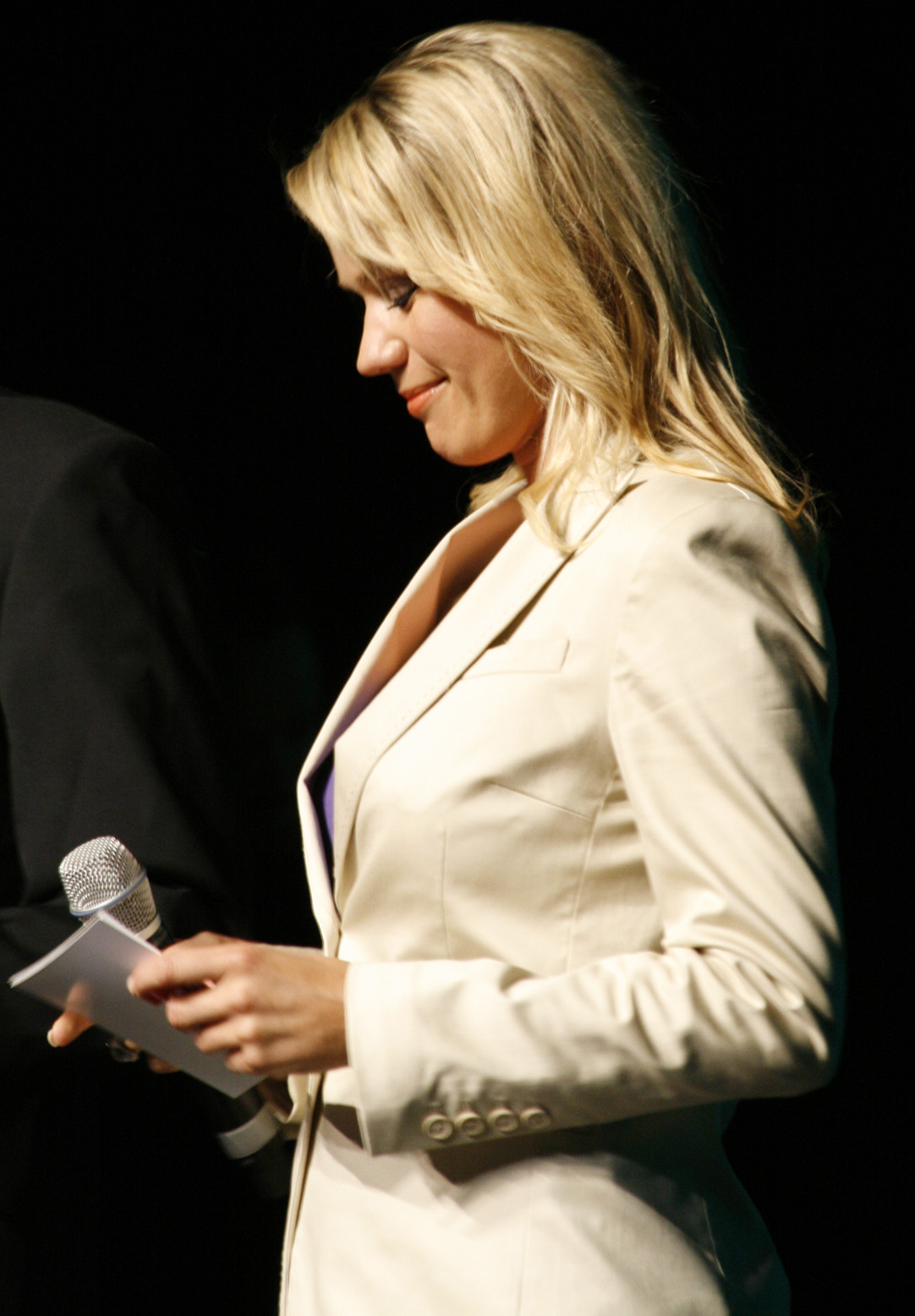
Johanna Setzer

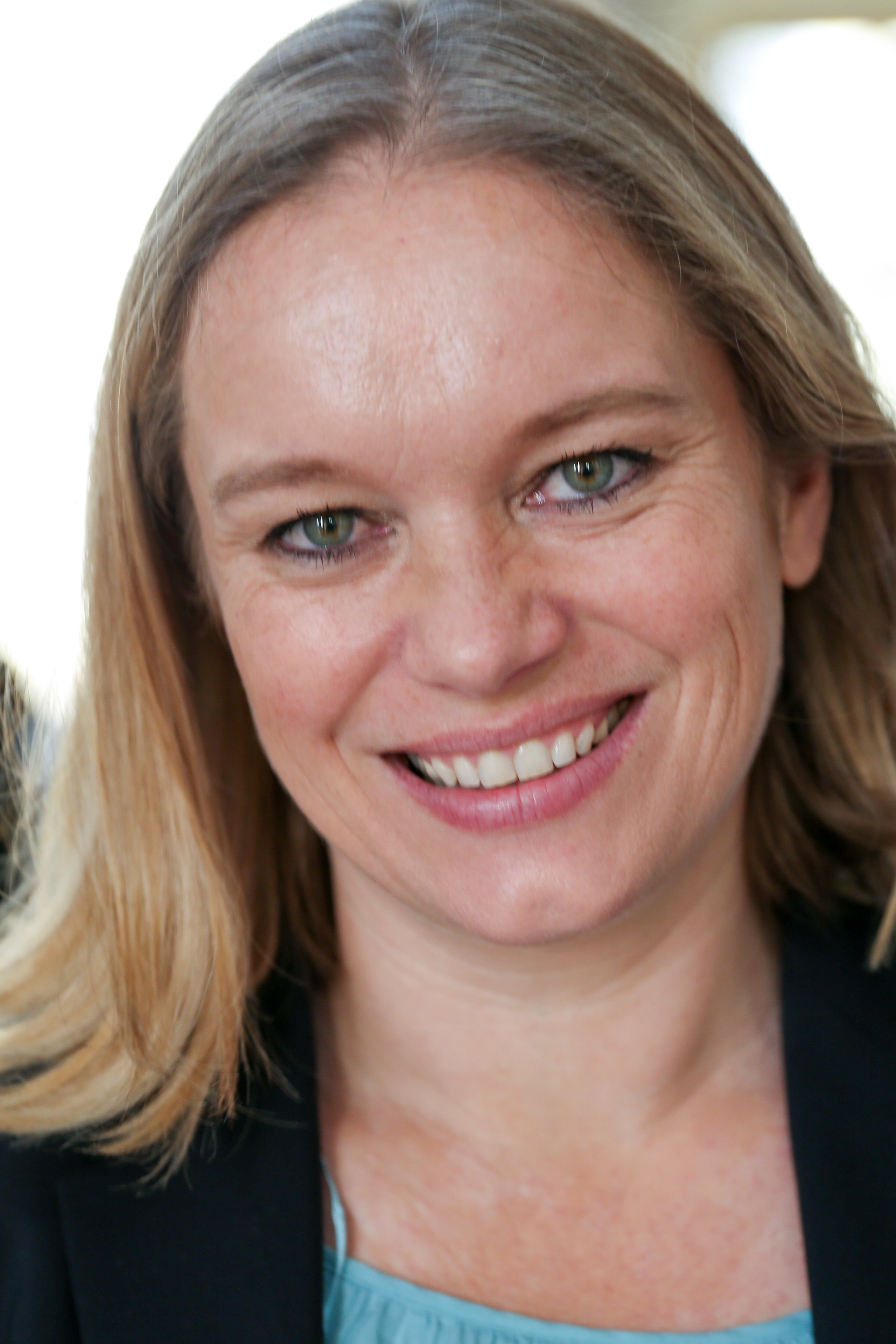
Corinna Milborn

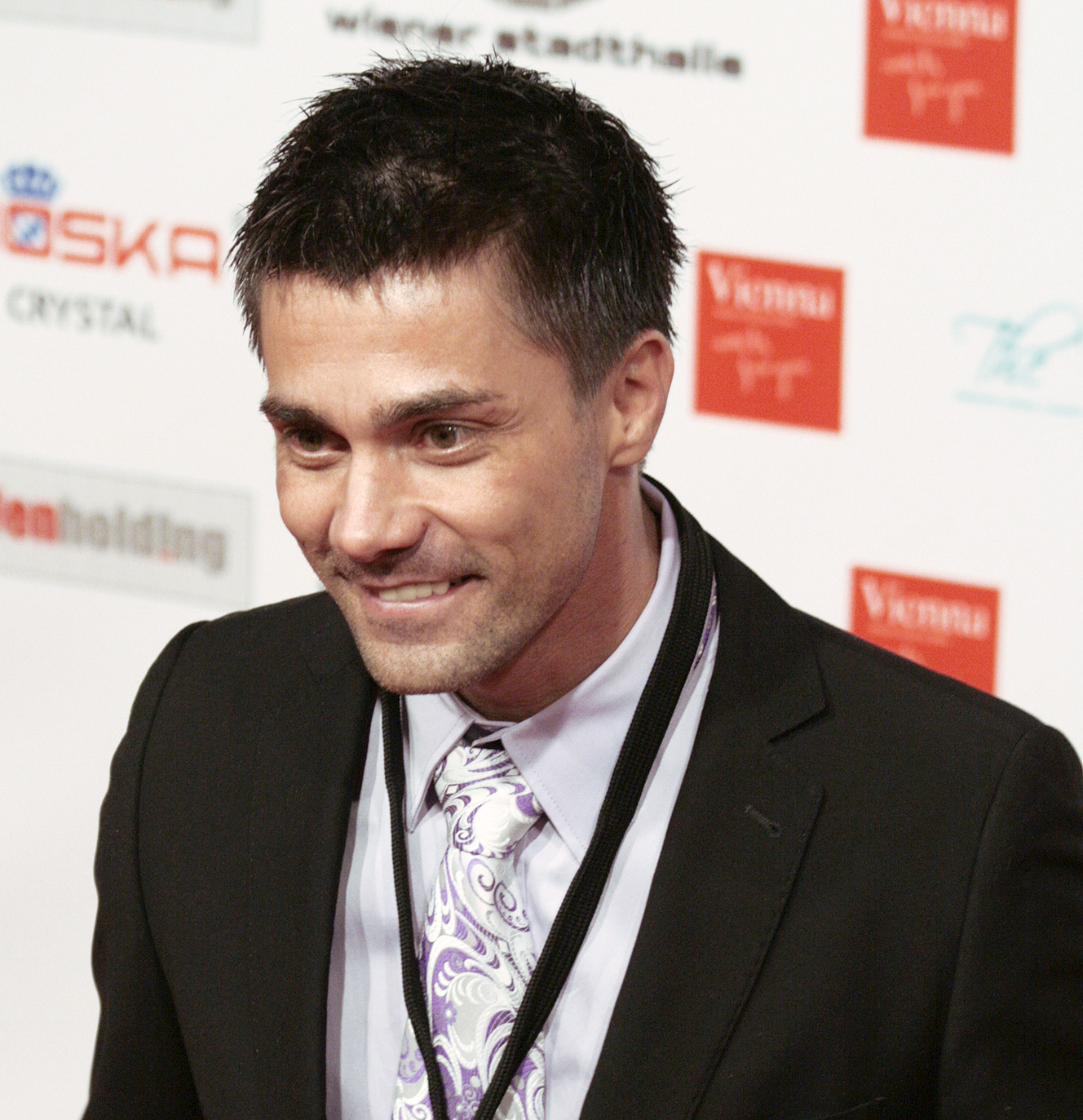
Andreas Seidl

| Moderator                 | Sendung                                             |
| ------------------------- | --------------------------------------------------- |
| Christian Baier           | Puls 4 Sport                                        |
| Dori Bauer                | UEFA Europa League, Fourlaut, Ninja Warrior Austria |
| Florian Danner            | Café Puls                                           |
| Gundula Geiginger         | Puls 4 News                                         |
| Michael Gigerl            | Puls 4 Sport                                        |
| Phillip Hajszan           | Puls 4 Sport                                        |
| Oliver Hoffinger          | Koch mit Oliver                                     |
| Arabella Kiesbauer        | Kiddy Contest                                       |
| Fabian Kissler            | Café Puls                                           |
| Vanessa Kuzmich           | Puls 4 Wetter                                       |
| Jeannine Mik              | Koch mit Oliver                                     |
| Corinna Milborn           | Pro und Contra                                      |
| Thomas Mohr               | Pro und Contra, Puls 4 News                         |
| Sabine Mord               | Puls 4 News                                         |
| Christian Nehiba          | Puls 4 Sport (bis 2017)                             |
| Volker Piesczek           | iLike – Das Puls 4 Magazin                          |
| Manuela Raidl             | Puls 4 News                                         |
| Bianca Schwarzjirg        | Café Puls                                           |
| Andreas Seidl             | Café Puls                                           |
| Werner Sejka              | Puls 4 News (in Café Puls)                          |
| Johanna Setzer            | Café Puls, Guess my age                             |
| Christian Stephan         | Drück die 4 (Rubrik)                                |
| Carsten-Pieter Zimmermann | Puls 4 News                                         |
| Jeremy Fernandes          | PULS 4 Livesprecher                                 |
| Theresa Kitzwögerer       | PULS 4 Livesprecherin                               |
| Andy Marada               | PULS 4 Livesprecher                                 |